# غاري جينينغز (رياضي)
غاري جينينغز (بالإنجليزية: Gary Jennings) هو منافس ألعاب قوى بريطاني، ولد في 21 فبراير 1972.

## وصلات خارجية
- غاري جينينغز على موقع الاتحاد الدولي لألعاب القوى (الإنجليزية)
- غاري جينينغز على موقع أوليمبيديا (الإنجليزية)
- غاري جينينغز على موقع اللجنة الأولمبية البريطانية (الإنجليزية)
- غاري جينينغز على موقع اتحاد ألعاب الكومنولث (مؤرشف) (الإنجليزية)